# مرگ بر شاه

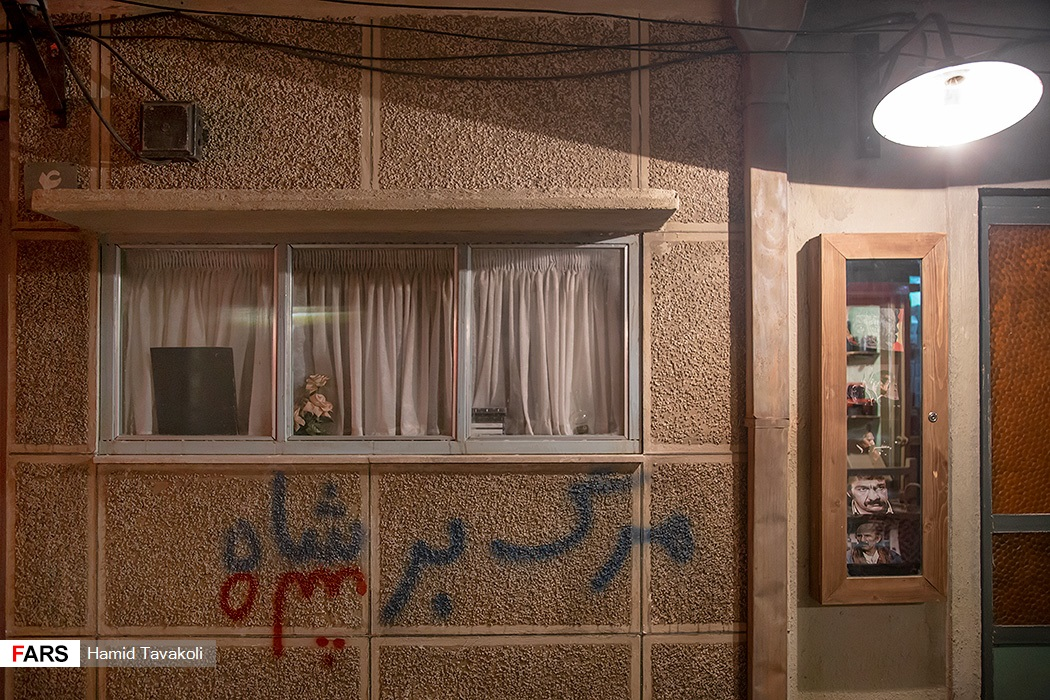
شعار مرگ بر شاه بر روی دیوار

مرگ بر شاه یکی از شعاری‌های انقلاب ۵۷ بود که در تظاهرات و راهپیمایی مخالفان علیه محمدرضا پهلوی استفاده می‌شد. به گفته فرخ نگهدار، از رهبران گروه‌های چپگرای مخالف پهلوی، مهم‌ترین شعار مخالفان که در آن متحد بودند شعار «مرگ بر شاه» بود که محقق شد.

## تاریخچه

### قبل از قیام روح‌الله خمینی
در جریان ۱۶ آذر ۱۳۳۲ سربازان وارد دانشکده فنی دانشگاه تهران می‌شوند و با دانشجویان درگیر می‌شوند که منجر به کشته شدن سه دانشجو و سردادن شعار مرگ بر شاه و زنده باد مصدق می‌شود.

### از ۱۵ خرداد ۱۳۴۲ تا بهمن ۱۳۵۷
در اوایل دهه ۱۹۷۰، بسیاری از ایرانیان با دولت شاه مخالفت کردند. روح‌الله خمینی سرانجام به ایران بازگشت و انقلاب ۱۹۷۹ ایران را رهبری کرد. در جریان انقلاب ایران، تظاهرکنندگان معمولاً شعارهایی مانند «مرگ بر شاه»، «استقلال، آزادی، جمهوری اسلامی» و «مرگ بر آمریکا» سر می‌دادند.
اعتراضات و اعتصابات متعدد قشرهای مختلف در ۱۵ خرداد برگزار می‌شود. شعارهای معترضین «تا مرگ دیکتاتور، نهضت ادامه دارد!»، «بر شاه باد ننگ و نفرت!»، و «مرگ بر شاه» «مرگ بر شاه» «مرگ بر شاه» بوده‌است.

#### تبریز
در روز ۲۹ بهمن ۱۳۴۲ چهلم کشتار قم، مردم در تبریز معترضان به کلانتری‌ها، دفاتر حزب رستاخیز، بانکها، هتل‌های لوکس، سینماها و مشروب‌فروشی‌ها (که نماد وابستگی به غرب به‌شمار می‌رفتند) حمله کردند و برای نخستین بار فریاد «مرگ بر شاه» شنیده شد. به گزارش خبرگزاری ایرنا فریدون هویدا در کتاب سقوط شاه این ادعای را تأیید کرده‌است که برای اولین بار در تبریز شعار مرگ بر شاه داده شده‌است. پس از ماجرای تبریز شعار مرگ بر شاه در سراسر کشور داده می‌شود.

#### شیراز
به گزارش تسنیم به نقل از رسول منتخب نیا در ۱۵ خرداد ۱۳۴۲ مردم شیراز در اعتراض به دستگیری روح‌الله خمینی به خیابان‌ها می‌آیند و برای نخستین بار در شیراز شعار مرگ بر شاه می‌دهند.

#### آبادان
در ۲۸ مردادماه ۱۳۵۶، همزمان با بیست و پنجمین سالگرد کودتای ۲۸ مرداد، سینما رکس آبادان که در یک منطقه کارگرنشین قرار داشت، به گونهٔ مشکوکی آتش گرفت و بیش از چهارصد مرد، زن و کودک درون آن جان باختند. فردای آن روز ۱۰٫۰۰۰ نفر از بستگان قربانیان که در مراسم تشییع جنازه بزرگی گردهم آمده بودند، ساواک را مسئول این حادثه دانستند. سوگواران با راهپیمایی در خیابان‌های شهر، فریاد می‌زدند: «مرگ بر شاه»

#### دانشگاه صنعتی شریف
در ۲۳ دی ۱۳۵۶ دانشجویان دانشگاه صنعتی شریف در جریان درگیری با پلیس شعارهای «مرگ بر شاه جلاد»، «زنده باد خاطره شهیدان قم» سردادند.

## خارج از ایران

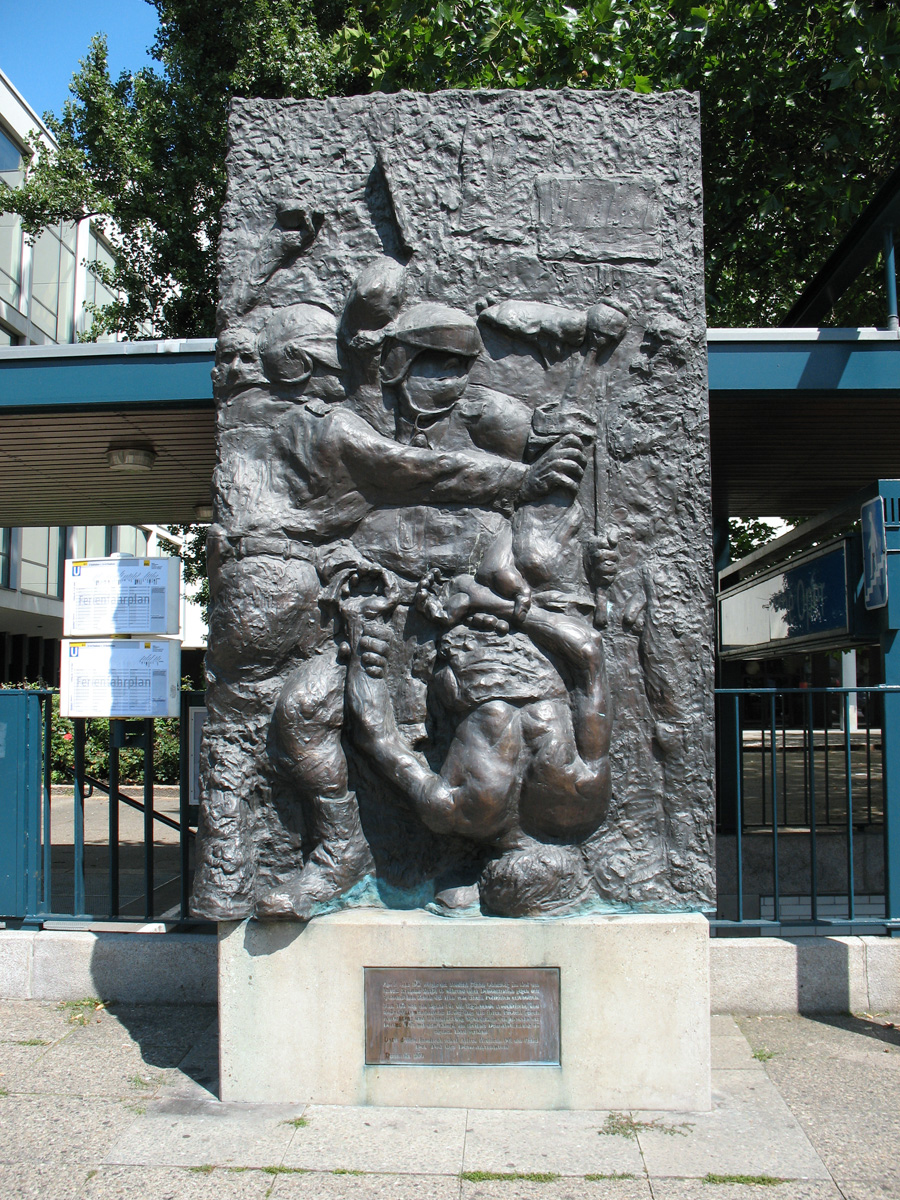
نقش برجسته به یاد بنو اونه‌زورگ در برابر اپرای برلین

### آلمان
در سال ۱۹۶۷ دانشجویان آلمانی در اعتراض به حضور محمدرضا پهلوی و فرح به آلمان اعتراض می‌کنند. در روتنبرگ پلیس فرد المانی را که به آلمانی فریاد مرگ بر شاه می‌زد، دستگیر می‌کند. در جریان این اعتراضات فردی آلمانی به نام بنو اونه‌زورگ کشته می‌شود.

### آمریکا
در ۱۹ اوت ۱۹۷۸ مصادف با ۲۸ مرداد ۱۳۵۷ حدود ۱۰۰۰ دانشجوی ایرانی مقیم آمریکا در اعتراض به دخالت‌های آمریکا در ایران از جلوی سفارت ایران به سمت کنگره راهپیمایی کردند. آنها در این راهپیمایی شعار مرگ بر شاه و آمریکا از ایران بیرون برو سر می‌دادند.
در ۸ ژوئیه ۱۹۷۷ در جریان دریافت جایزه به فرح پهلوی بخاطر تلاشش برای ارتقای جایگاه زنان حدود ۱۵۰۰ دانشجوی ایرانی در مقابل هتل پیر تجمع و شعار مرگ بر شاه سردادند. در هنگام سخنرانی فرح هنگامی که می‌گفت زنان را قادر به مشارکت در توسعه کشور کرده‌است یک زند بلوند که به عنوان خبرنگار در این ضیافت شرکت کرده بود بلند شد و فریاد زد دروغ است. همچنین در راهروی مجاور ضیافت ناگهان مردی فریاد زد مرگ بر شاه که مأموران امنیتی و پلیس او را کشان کشان خارج کردند.

## واکنش‌ها

### روح‌الله خمینی
روح‌الله خمینی شعار مرگ بر شاه را شعاری ملی نامید که باید تا سرنگونی حکومت پهلوی ادامه یابد. به گزارش خبرگزاری ایرنا روح‌الله خمینی پس از تظاهرات مردم تبریز که شعار مرگ بر شاه در چهلم کشتار مردم قم سرداده بودند از آنها تقدیر و تشکر می‌کند.

### محمدرضا پهلوی
فریادهای مرگ بر شاه طوری بود که حتی به گوش خود شاه در کاخ نیاورانش می‌رسید. لذا شاه فرمان استقرار ارتش در خیابان‌ها را داد و اعلام حکومت نظامی کرد. به گفته احسان نراقی شاه در کاخ نیاوران به هنگام ملاقات وی می‌گوید:
چرا تظاهرکنندگان فریاد می‌زنند مرگ بر شاه؟ مگر من با آنها چه کرده‌ام؟
اردشیر زاهدی می‌گوید در دی ماه ۱۳۵۷ وقتی که شاه از ایران خارج می‌شد با هلیکوپتر از فراز تهران تظاهرات مردم را می‌بیند که میلیون‌ها نفر در خیابان‌ها شعار مرگ بر شاه می‌دهند و آنجا متوجه پایان کار خود شد. بعد از زلزله طبس در سال ۵۷ محمدرضا پهلوی برای بازدید از مناطق زلزله زده به طبس می‌رود، مردم از همان ابتدا در فرودگاه شعار مرگ بر شاه می‌دهند و محمدرضا پهلوی با دیدن این صحنه مجبور به تهران بازمی‌گردد.

### حسن روحانی
رئیس‌جمهور سابق ایران در کتاب خاطراتش می‌نویسد وقتی دانشجویان خارج از کشور فریاد «مرگ بر شاه» مردم تهران را می‌شنیدند، شرایط داخل کشور را به‌خوبی درک می‌کردند که پایه‌های رژیم سست شده و شاه ماندنی نیست.

### دیگران
- سفیر بریتانیا ۳۰ دی ۱۳۵۷ گزارش می‌دهد:بختیار در طنین شعارهای «مرگ بر شاه» و «خمینی رهبر» مردم گم شده‌است.[۲۸]
- به گفته فرخ نگهدار، مهم‌ترین شعار مخالفان که در آن متحد بودند شعار «مرگ بر شاه» بود که محقق شد.[۳][۴]

## موافقان و مخالفان
- به گفته بادامچیان، نهضت آزادی و لیبرال‌ها مخالف شعار مرگ بر شاه بودند، و گفته بودند به شرط عدم شعار مرگ بر شاه در راهپیمایی تاسوعا و عاشورا ۱۳۵۶ شرکت می‌کنند.[۲۹]
- قبل از کودتای ۲۸ مرداد۱۳۲۹، توده ای‌ها در خیابان‌ها شعار «مرگ بر شاه» می‌دادند که با واکنش مصدق روبرو شده بود.[۳۰]
- خبرآنلاین عکسی را منتشر کرده‌است که محمد جواد ظریف وزیر سابق امور خارجه ایران در ۳۰ مهر ۱۳۵۸ در نیویورک مقابل بیمارستان که شاه بستری بوده، شعار مرگ بر شاه می‌گفته‌است.[۳۱]
- هاشمی رفسنجانی می‌گوید ساواک گفته بوده‌است که ما شعار مرگ بر شاه را تحمل نمی‌کنیم و در این مورد مرگ هر تعداد آدم را قبول داریم.[۳۲]
- محمدرضا نقدی معاون فرهنگی سپاه گفته همان‌طور که شعار مرگ بر شاه، مرگ بر صدام و مرگ بر شوروی ما به هدف رسید ان شاءالله به زودی شاهد اصابت شعار مرگ بر آمریکا، مرگ بر انگلیس و مرگ بر اسرائیل نیز خواهیم بود.[۳۳]
- احمد خاتمی امام جمعه تهران در حمایت از این شعار گفته بود کسانی که قبل از انقلاب می‌گفتند شعار مرگ بر شاه فایده ندارد امروز می‌گویند که شعار مرگ بر آمریکا فایده ای نخواهد داشت.[۳۴]
- مرتضی مطهری معتقد است که شعار مرگ بر شاه شعار قوی بود. اما الان در مرحله بعد مرگ بر شاه هستیم. باید شعارهای جدیدی مطرح شود مثل اینکه «تمام محرومین و مستضعفین دارای مسکن شوند»، باید مطرح شود تا محقق شود.[۳۵]

## دیگر استفاده‌کنندگان

### عربستان
تظاهر کنندگان منطقه شرق عربستان در اعتراض به حکم اعدام تعدادی از بازداشت شدگان شعار مرگ بر ال سعود سردادند. همچنین مردم بحرین بخاطر اعزام نیروهای نظامی عربستانی به بحرین برای سرکوب معترضان بحرینی شعار مرگ بر آل سعود سر می‌دهند.

### بحرین
معترضان بحرینی در اعتراض به حکومت شعار مرگ بر آل خلیفه و مرگ بر شاه حمد سرداده اند.

### در کشورهای اروپایی
شعار شاه مرده باد، شاه زنده باد (به انگلیسی: The king is dead, long live the king!)‏ در کشورهای انگلیس، فرانسه و دانمارک بعد از فوت پادشاه با شعار شعار شاه مرده باد، شاه زنده باد یک اعلامیه سنتی صادر می‌شود که با این عبارت به‌طور همزمان خبر از مرگ پادشاه قبلی می‌دهد و با سلام دادن به پادشاه جدید، مردم را از تداوم اطمینان می‌دهد.

## حواشی
به گزارش ایسنا ابوالفضل الماسی که از مبارزهای قمی علیه شاه بوده به علت ساخت شعارهای انقلابی اش به ابوالفضل مرگ بر شاه معروف شده‌است.

## شعارنویسی
محقق اردکانی می‌گوید در سال ۱۳۵۶ در یزد برای اولین بار بر روی دیوار حسینیه چرخاب با زغال شعار مرگ بر شاه نوشته شده‌است.

## شعارهای مرتبط
- «مرگ بر شاه جلاد»[۱۶]
- «مرگ بر شاه، مرگ بر شاه، مرگ بر شاه»[۱۰]
- «مرگ بر دیکتاتور»[۱۰]
- «تا مرگ شاه خائن/ نهضت ادامه دارد»[۴۶]
- «این شاه آمریکایی اعدام باید گردد»[۴۶]
- «شاه جنایت می‌کند/ کارتر حمایت می‌کند»[۴۶]
- «ای شاه خائن آواره گردی/ خاک وطن را ویرانه کردی / کشتی جوانان وطن آه و واویلا / کردی هزاران تن کفن آه و واویلا / مرگ بر شاه»[۴۶]
- «ما می‌گیم شاه نمی‌خوایم، نخست‌وزیر عوض می‌شه! ما می‌گیم خر نمی‌خوایم، پالون خر عوض می‌شه! نه شاه می‌خوایم نه شاپور، لعنت به هرچی مزدور!»[۴۶]